# Junín (distrikt)
Junín (spanska: Distrito de Junín) är ett av de fyra distrikt som utgör provinsen med samma namn, som ligger i departementet Junín i centrala delen av Peru. Distriktet hade 10 976 invånare vid folkräkningen 2017.

## Historik
På dess territorium ägde det historiska slaget vid Junín rum. Slaget var en av de sista konfrontationerna mellan de rojalistiska arméerna och självständighetsarmén, i striden för Perus självständighet. Slaget ägde rum den 6 augusti 1824. Även om denna batalj inte kan ses som något annat än en mindre skärmytsling, hade segern en enorm psykologisk effekt på patrioterna. Detta var deras första seger i Peru, och moralen bland soldaterna höjdes avsevärt.

## Geografi
Distriktet har en area av 883,8 km².

## Indelning
I distriktet finns två större tätorter: Junín (9 974 inv) och Huayre (1 170 inv), och ett antal mindre: Sacucho, Ondores, Callahuay, Conoc och Santa Clara de Chuyroc.